# 滝畑四十八滝
滝畑四十八滝（たきはたしじゅうはちたき）は、大阪府河内長野市滝畑にある渓谷、滝。大和川の支流である石川にあり、その上流の渓谷にある一連の滝の総称である。
岩湧山、和泉山脈の南葛城山など標高900メートル前後の山を源としている河川の渓谷は、急峻な岩肌を流れ落ちる滝が多く点在する。これらが、滝畑地区に多く見られるため滝畑四十八滝と呼ばれている。また、観光地開発などが行われなかったため、周辺環境の保存状態が良く、秘境として知られている。奥河内の観光地の一つ。
下流には滝畑ダムがあり、合わせて大阪みどりの百選に選定されている。また、その周辺ではバーベキュー場などがある。

## 各滝の名称

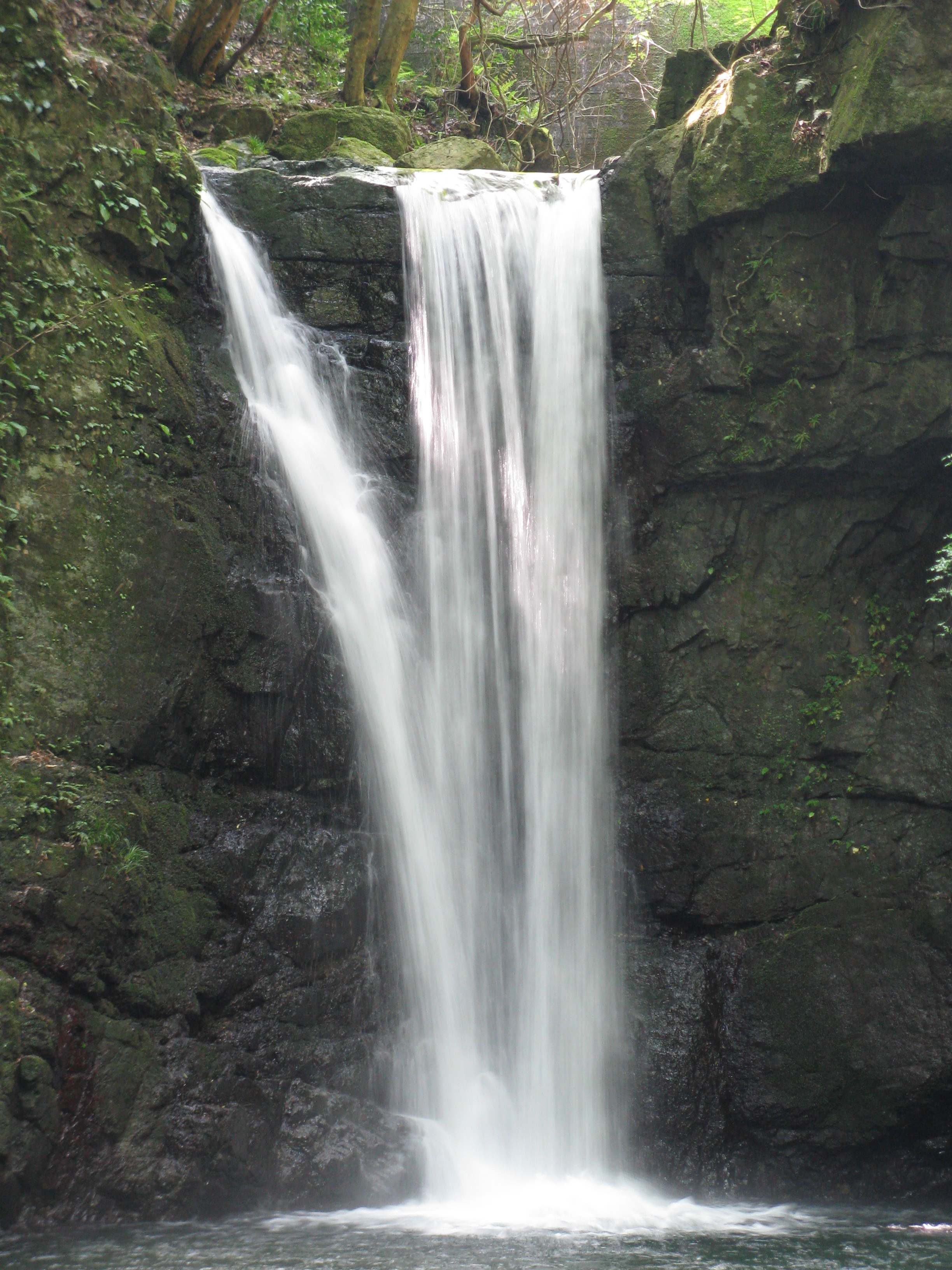
光滝
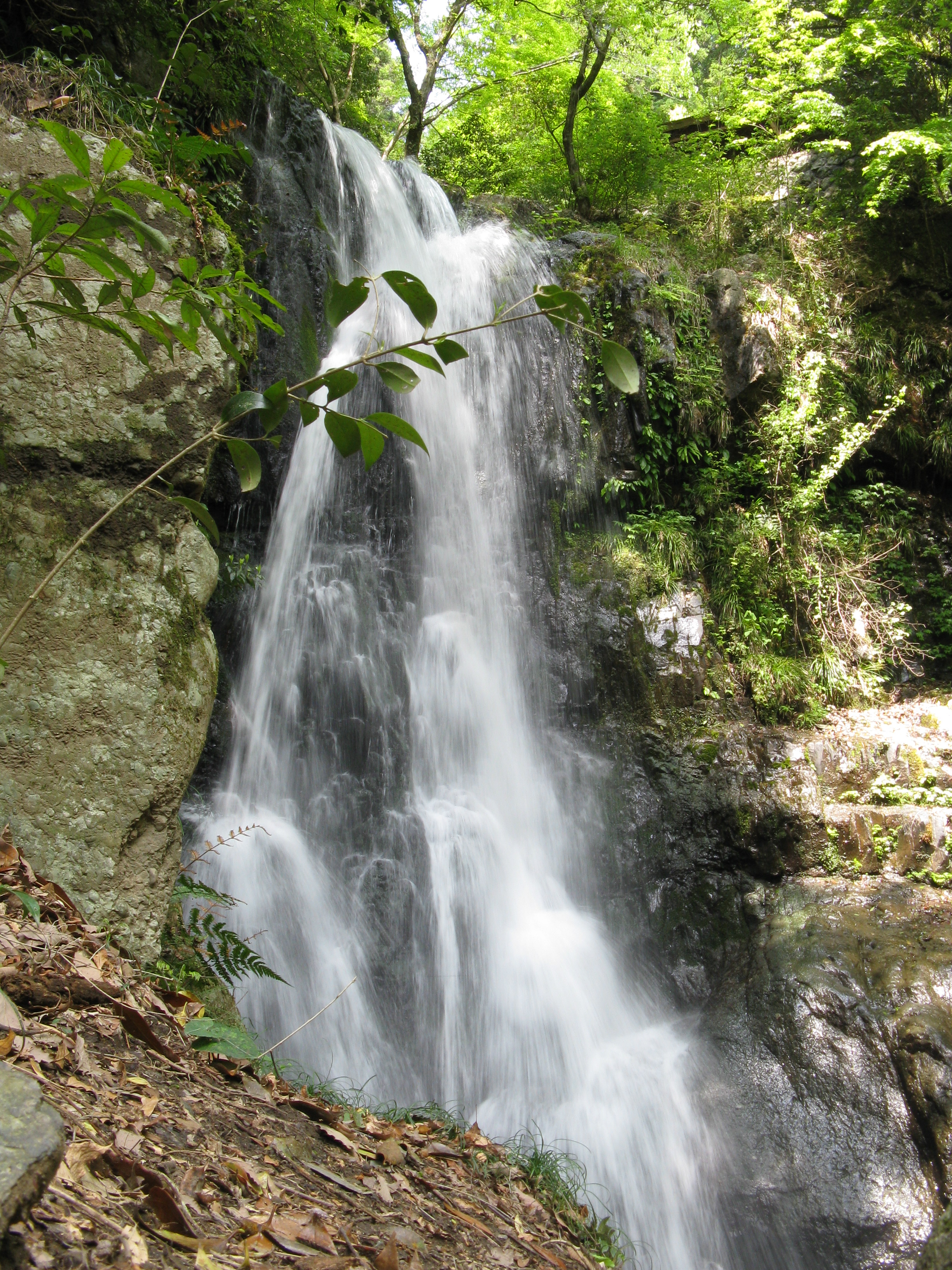
御光滝
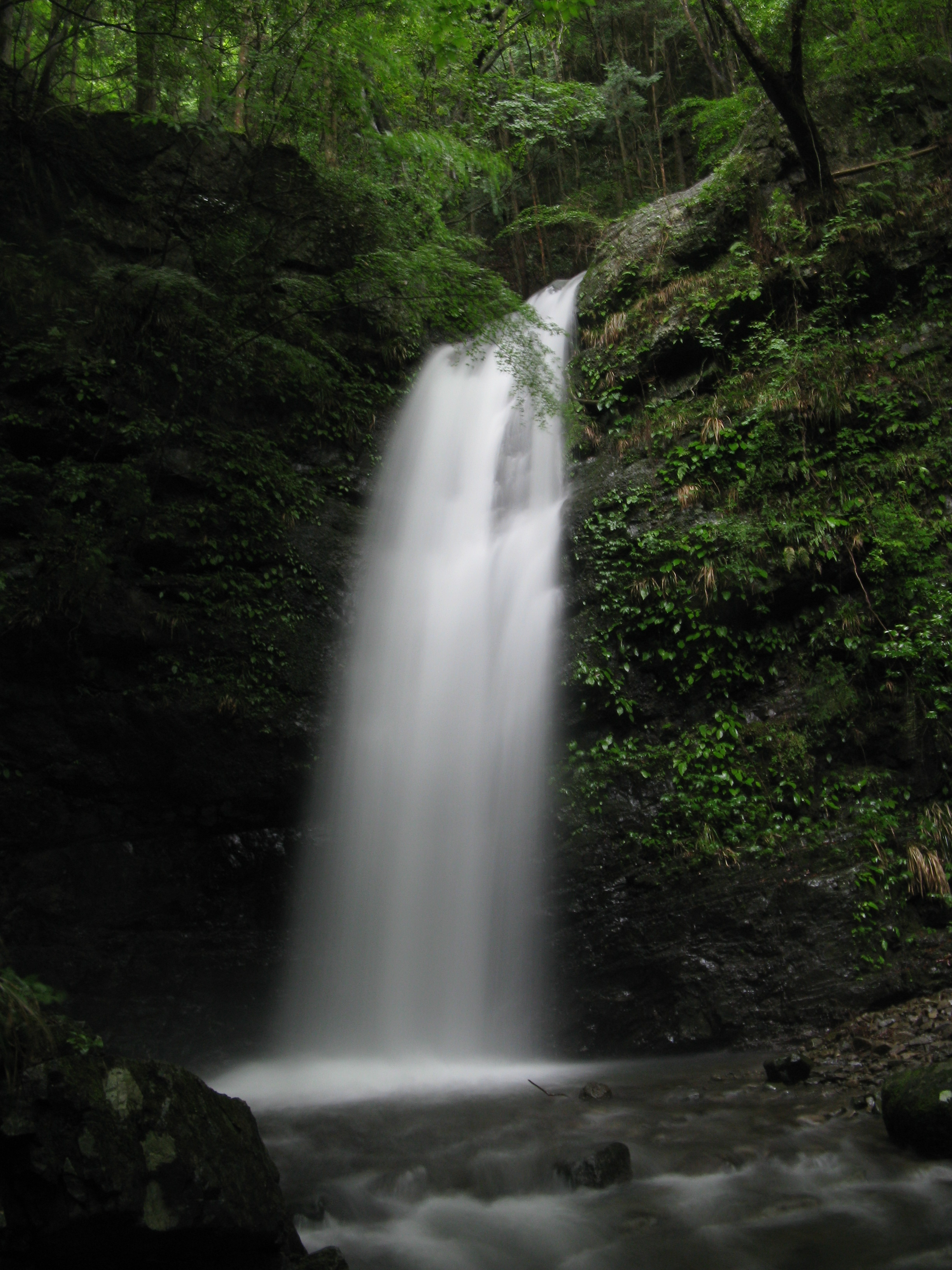
大滝
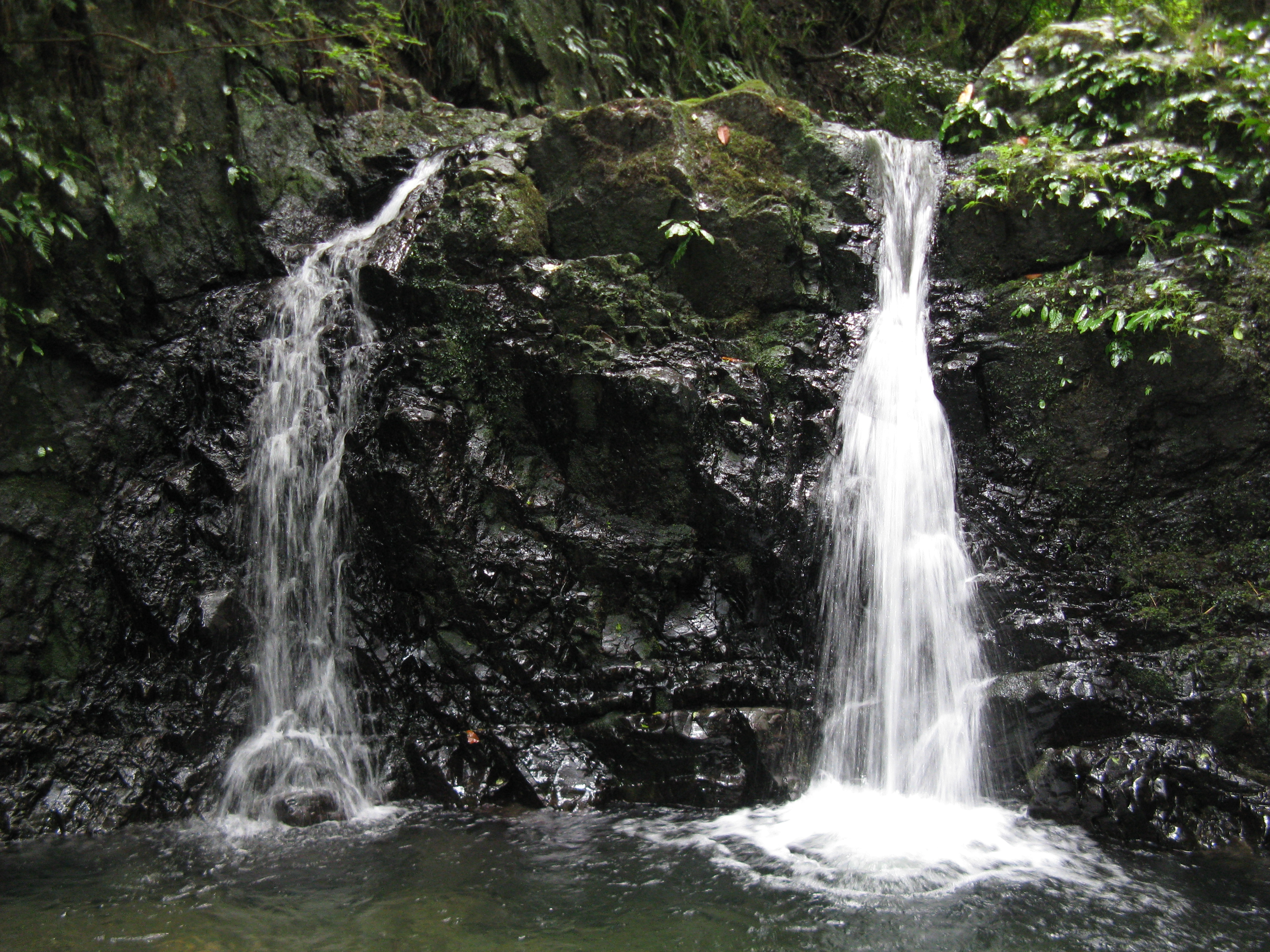
夫婦滝
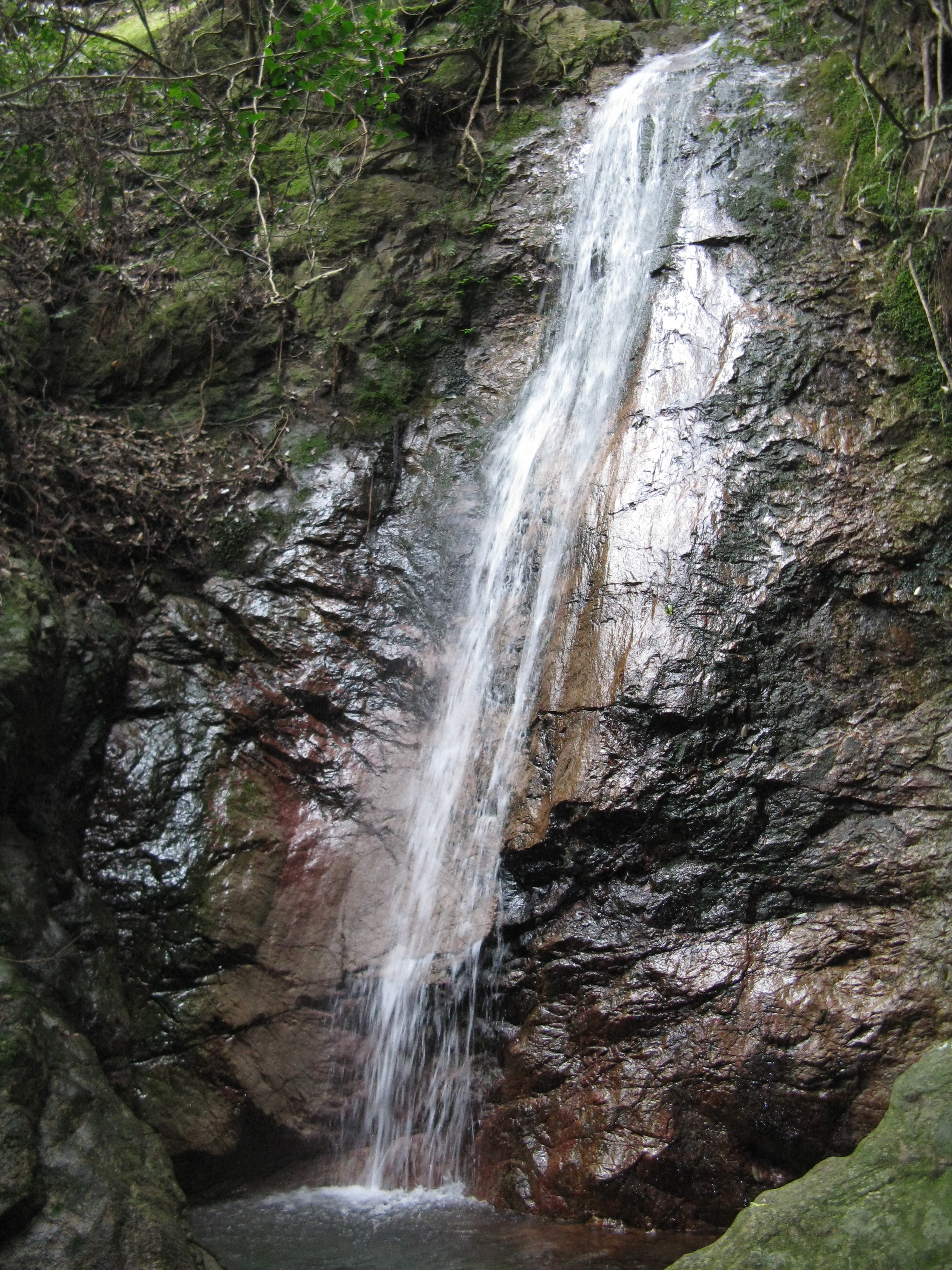
布引滝
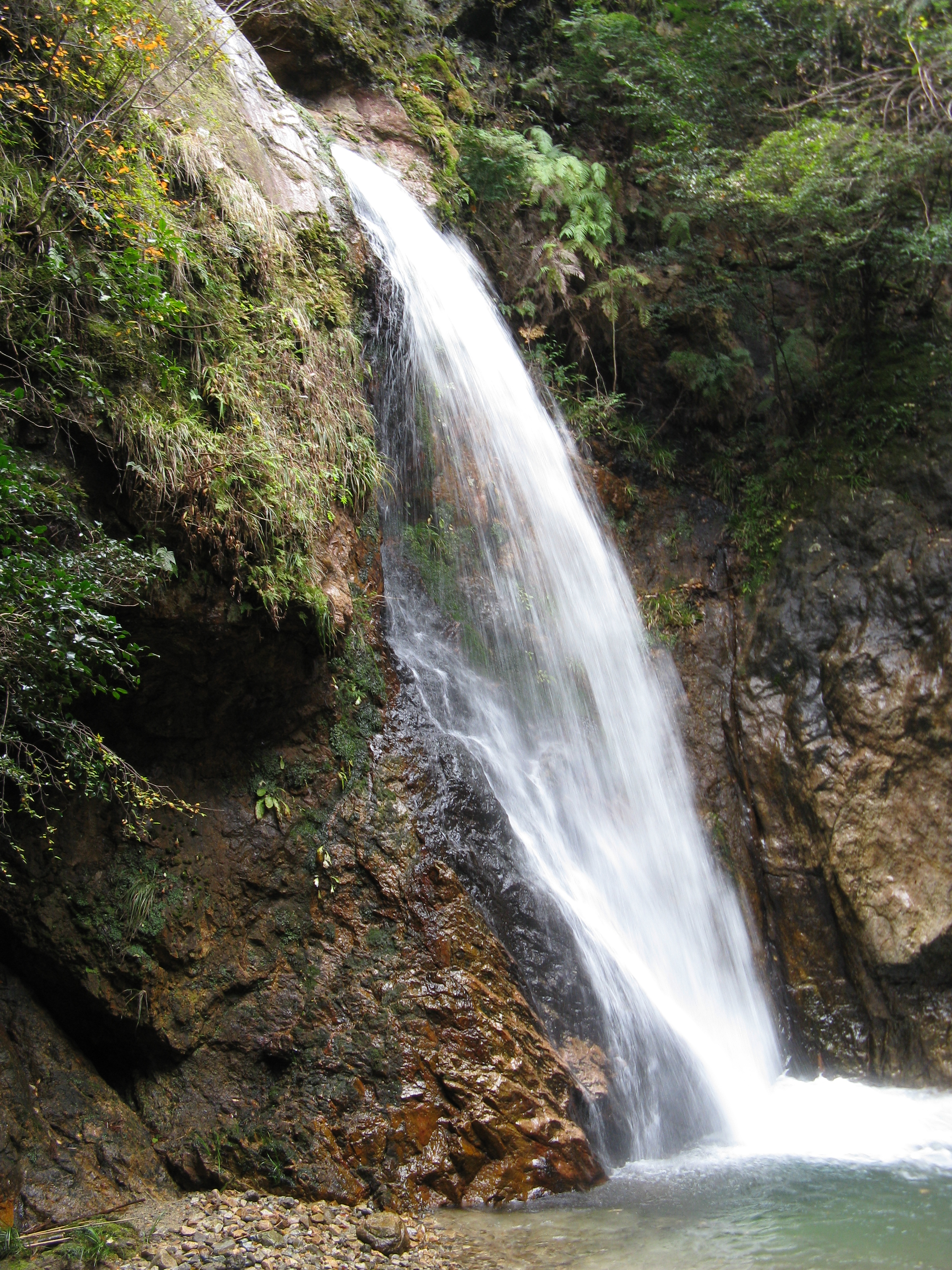
権現滝

- 光滝（こうたき）
- 荒滝（あらたき）
- 御光滝（ごこうたき）
- 大滝（おおたき）
- 夫婦滝（ふうふだき）
- 布引滝（ぬのびきたき）
- 権現滝（ごんげんたき）
- 稚児滝（ちごたき）
- シュロ滝（しゅろたき）
- カラ滝（からたき）
- 尼滝（あまだき）

- 光滝
- 御光滝
- 大滝
- 夫婦滝
- 布引滝
- 権現滝

## 周辺の主な施設
- 滝畑ダム
- 光滝寺
- 光滝寺キャンプ場
- 滝畑ダム湖畔観光（バーベキュー）
  - マスアマゴ釣り堀
- しいたけ栽培所
- 滝畑ふるさと文化財の森センター
- 関西サイクルスポーツセンター
- 蔵王峠

## 交通
- 光滝寺キャンプ場までのアクセスを記載する。
  - 国道170号（大阪外環状線）で河内長野市天野町の天野山第一トンネルを抜けてから分岐点を「滝畑方面」に左折して突き当りを右折。関西サイクルスポーツセンターを経由したのち、右折し府道218号・府道61号を滝畑ダム・石川沿いに約4km。[2]
  - 南海高野線および近鉄長野線河内長野駅から日野・滝畑コミュニティバス「滝畑ダム行き（19系統）」に乗車し、「滝畑ダムサイト」バス停下車後、府道61号を石川沿いに約1.5km。
    - 関西国際空港から河内長野駅行きのリムジンバスSoraeが運行されている。